# Pădurea Stârmina
Pădurea Stârmina este o arie protejată de interes național ce corespunde categoriei a IV-a IUCN (rezervație naturală de tip forestier) situată în județul Mehedinți, pe teritoriul administrativ al comunei Hinova.

## Localizare
Aria naturală  se află în partea central-vestică a județului Mehedinți  (în Lunca Dunării), în vecinătatea nord-vestică a comunei Rogova, traversată de drumul național DN56A care leagă porturile Dunăre-Calafat și Drobeta-Turnu Severin.

## Descriere
Rezervația naturală a fost declarată arie protejată prin Legea Nr.5 din 6 martie 2000, publicată în Monitorul Oficial al României, Nr. 152 din 12 aprilie 2000 (privind aprobarea Planului de amenajare a teritoriului național - Secțiunea a III-a - zone protejate) și se întinde pe o suprafață de 103,30 hectare. 
Aria protejată reprezintă o zonă împădurită cu rol de protecție pentru o specie de ghimpe (Xanthium spinosum) care vegetează în comunități compacte în lizierele pădurilor de foioase, ce au în componență specii de gorun (Quercus petraea), stejar (Quercus robur), cer (Quercus cerris), velniș (Ulmus lavies), frasin (Fraxinus excelsior), sau frasin de câmp (Fraxinus angustifolia). Rezervația naturală se suprapune sitului Natura 2000 - Pădurea Stârmina.